# 馬梅隆角
67°19′S 64°49′W / 67.317°S 64.817°W
馬梅隆角（英語：Mamelon Point），是南極洲的海岬，位於葛拉漢地的弗因海岸，處於諾斯羅普角東北面20公里，在1947年被繪入地圖，現時由南極條約體系管理。